# 清原氏
皇別清原氏（きよはらうじ）は、平安時代、8世紀末から9世紀後半にかけて臣籍降下した100人以上の皇族に対して下賜された氏。略称は清氏（せいし）。
政治家・学者として大成した右大臣清原夏野（繁野王）を初め、天武天皇皇子舎人親王の後胤が多い。特に天武五世孫の清原有雄（有雄王）を氏祖とする一流が著名で、中古三十六歌仙の一人清原深養父、その孫の三十六歌仙及び「梨壺の五人」の一人清原元輔、そしてその娘の女流作家で『枕草子』を著した清少納言らを輩出した。なお、明経道を家学として明治維新後に華族を多数輩出した広澄流清原氏は同名の別氏族である。

## 歴史
清原氏は100人以上の皇族に与えられた日本史上屈指の大姓で、どの天皇から派生したか全てが明記されている訳ではない。大部分は天武天皇の皇子である舎人親王の後裔だが、ほかに敏達天皇の皇孫である百済王の後裔の系統もある。氏の呼称である清原は浄原とも記される。由来は明らかでないが、美称によるもの、あるいは飛鳥浄御原宮の地名に因むと想定される。
奈良時代後期の天平宝字8年（764年）敏達天皇の後裔である大原都良麻呂が浄原浄貞に改姓改名されたのが初めての賜姓例であるが、早くも宝亀3年（772年）には大原真人姓に復した。平安時代に入ると、延暦17年（798年）舎人親王の王子である三原王の後裔の友上王・長谷王が清原真人姓を与えられて臣籍降下し、天武天皇系の清原氏が現れる。
初期の清原氏の氏人として著名なのは清原夏野である。夏野は友上王らと同様に三原王の後裔で初め繁野王と称したが、延暦23年（804年）友上王らと同様に清原真人の賜姓を父・小倉王によって上奏されて臣籍降下し、また桓武天皇皇女・滋野内親王の諱を避けて夏野に改名した。夏野は淳和朝で異例の昇進を果たすと、五位の諸王に過ぎなかった父・小倉王を遥かに超えて、従二位・右大臣に至る。夏野は政治・学問の両面で傑出し、『令義解』『内裏式』『日本後紀』などの編纂に関わった。なお、淳和朝では前述の清原長谷も参議として公卿に列している。
嘉祥3年（850年）には、夏野の近親（一説では甥）の有雄王が清原真人姓の賜姓を受けた。この有雄流からは、有雄の玄孫の清原深養父が歌人として名を為し、さらにその孫で三十六歌仙の一人清原元輔や、元輔の娘で『枕草子』を著した女流作家清少納言が出るなど、文学面で足跡を残している。
後世、清原姓を称する氏族は出羽（出羽清原氏）、下野・紀伊・筑前などに分布している。
なお、江戸時代後期の『群書類従』版「清原氏系図」では、明経道で栄えた清原広澄流の清原氏が有雄流の系図に繋げられ、後の節に挙げる児玉幸多編『日本史年表・地図』の系図等、21世紀初頭現在でも概説書の類ではこれを採用するものもある。しかし、20世紀以降、日本史や氏族研究を専門とする研究者からは基本的に支持されていない（詳細は清原氏 (広澄流)#出自）。また、『群書類従』版では有雄王が天武天皇三世孫であるかのようになっているが、この点も『日本文徳天皇実録』の五世孫説に反し問題がある。

## 皇別清原氏の一覧
清原氏に臣籍降下した例は、『日本後紀』を始めとする六国史にきわめて多く掲載される。以下の一覧のうち、承和13年（846年）7月に「清原朝臣」が下賜された例以外は、全て「清原真人」である。
- 延暦17年（798年）12月24日、友上王（『日本後紀』延暦23年6月条）[10]。
- 同23年6月（804年）、舎人親王の孫小倉王の子の繁野王（清原夏野）[10]。
- 天長10年（833年）3月、六世王の豊宗ら7人[18]。
- 同年5月、六世王の長岡や岡於王ら男女27人[18]。
- 承和13年（846年）2月、従五位下益善王の子9人と、正六位上藤坂王の子5人、正六位上御藤王の子3人[18]。
- 同年6月、正六位上広田王の戸口の7人[18]。
- 同年7月、正五位下の岑成王の子3人、正五位下の長田王の子1人、長統王の子などを始めとする合計39人が「清原朝臣」[18]。なお、後述するように、このうち岑成王と長田王は、この3年後に本人らが清原真人に臣籍降下している。
- 同年12月、六世王の豊縄ら12人が清原真人[18]。
- 嘉祥2年（849年）8月、六世王の善淵王ら17人[18]。
- 同年11月、讃岐守従四位下長田王と従四位下弾正大弼岑成王[18]。
- 同3年（850年）、貞代王の子で天武天皇五世孫の有雄王（『日本文徳天皇実録』天安元年（857年）12月条）[18]。
- 斉衡2年（855年）12月、中務少輔正五位下興峰王[18]。
- 同3年（856年）6月、摂津守従五位下益善王[18]。なお、同年中に文屋真人に改姓している。
- 天安2年（858年）1月、前長門守従五位下真定王とその弟の正六位上清貞王ら[18]。
- 貞観元年（859年）6月、舎人親王の六世孫12人[18]。
- 同13年（871年）閏8月、舎人親王後裔の有道王の子女や姪女の計5人[18]。
- 同15年（873年）11月、善常王、直道王、今道王[19]。
- 同16年（874年）2月、舎人親王の子孫で皇別中原氏の中原真人正基に清原真人姓が下賜される[20]。

以上の六国史に基づく記録以外では、長谷王（清原長谷）が延暦10年（791年）に清原真人の氏姓を下賜されたとする説もある。

## 系譜

### 一例
以下の系図は、『国史大辞典』「清原氏（一）」（芳賀幸四郎担当）を基礎に、『日本文徳天皇実録』天安元年（857年）12月条を元に有雄を天武五世孫の位置に置き、さらに和気王流、石浦王流、清原重文流、清原元貞、清原致信を加えたものである。

### 『日本史年表・地図』説
以下の系譜は有雄王を天武天皇三世孫とし、さらに明経道清原氏の祖の広澄を有雄流とする『群書類従』説に基づくが、本文中に述べたように学術上は支持されない。

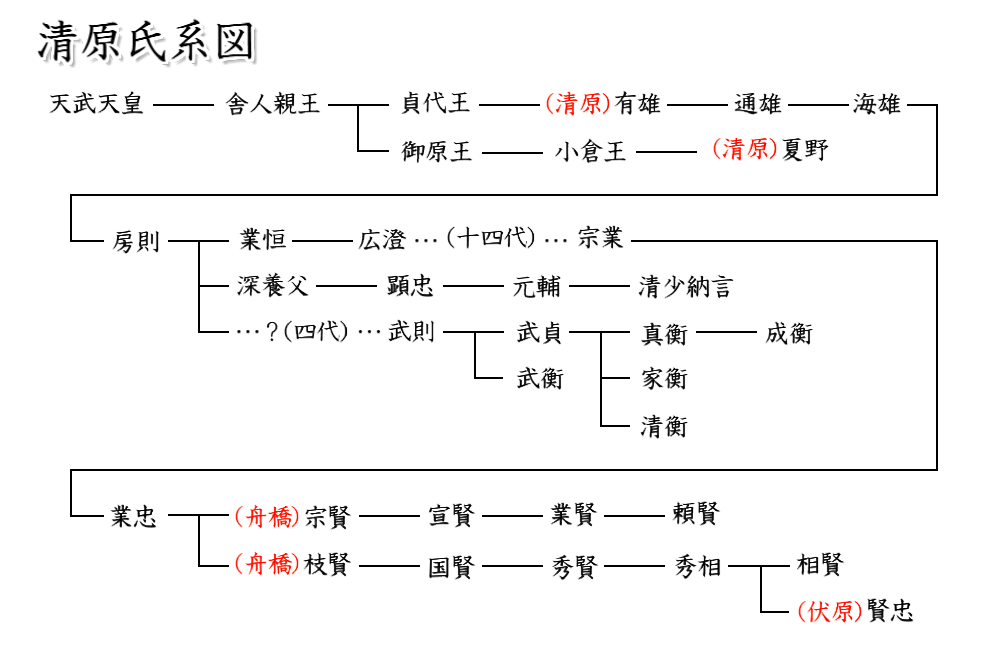
児玉幸多編『日本史年表・地図』（第7版）（吉川弘文館、2001年）に基づく清原氏系図